# Station Gedangan (Oost-Java)
Gedangan is een spoorwegstation in de Indonesische provincie Oost-Java.

## Bestemmingen
- Logawa: naar Station Purwokerto en Station Jember
- Sri Tanjung: naar Station Banyuwangi Baru en Station Lempuyangan
- Komuter SUSI: naar Station Surabaya Gubeng en Station Porong
- Penataran: naar Station Surabaya Gubeng en Station Blitar via Station Malang